# Galalit

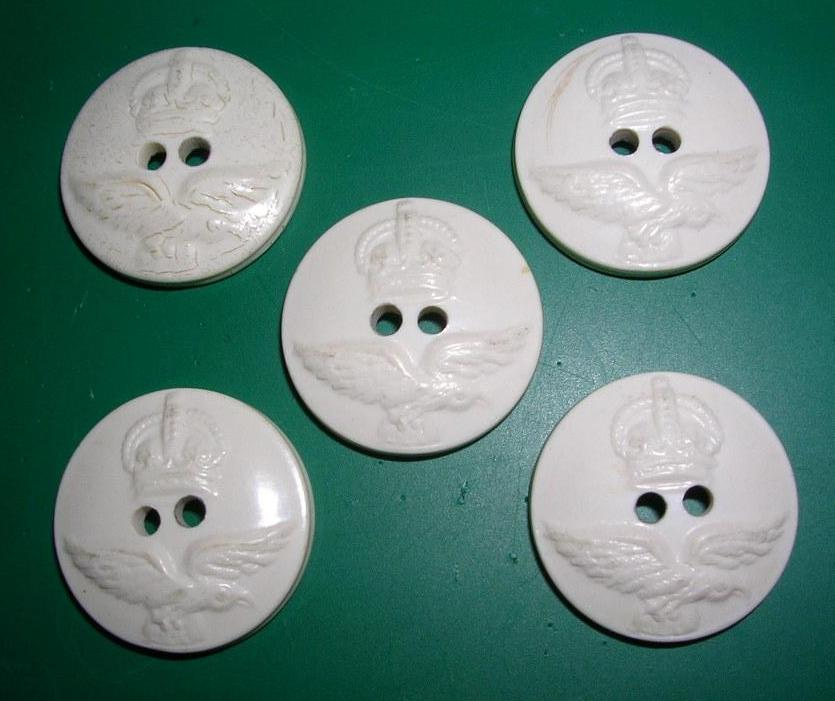
Guziki wykonane z galalitu

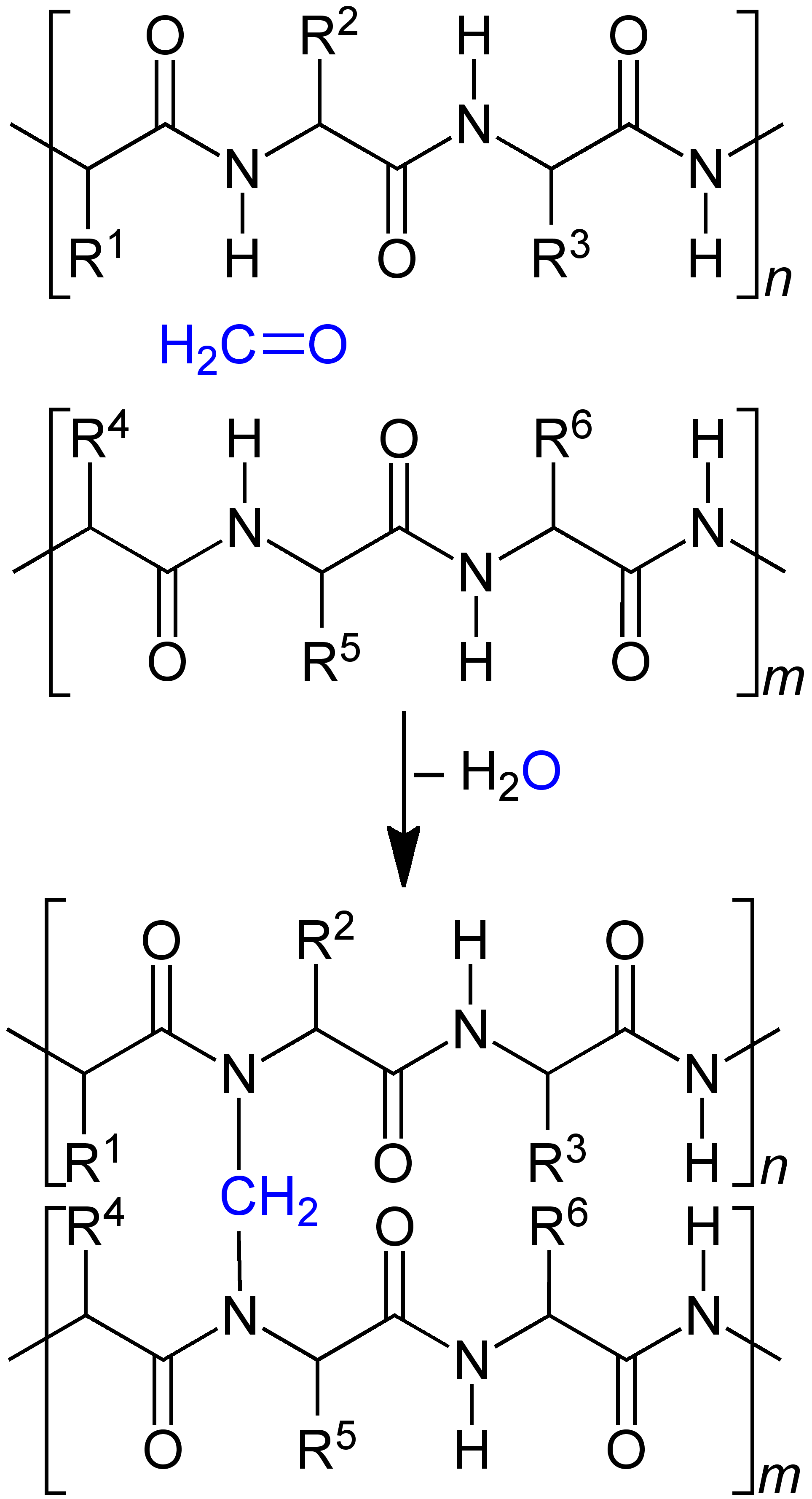
Formaldehyd (H_{2}C=O) łączy łańcuchy polipeptydowe, wytwarzając między nimi mostek metylenowy

Galalit (sztuczny róg, kazeinit, kalolit, laktelit) – tworzywo sztuczne otrzymywane z kazeiny, która zostaje poddana procesowi homogenizacji i zahartowana w formalinie; wyglądem przypomina masę rogową. Po raz pierwszy wytworzone przypadkowo przez Wilhelma Krischego w 1897 roku.
Galalit należy do duroplastów chemoutwardzalnych i stanowi zmodyfikowany polimer naturalny. Otrzymywanie polega na wyodrębnieniu kazeiny z mleka krowiego i utwardzeniu jej 5% wodnym roztworem formaldehydu.
Galalit jest tworzywem twardym. Gotowe wyroby otrzymuje się prawie wyłącznie metodą obróbki skrawaniem z odpowiednich rur, prętów itp. Obróbka mechaniczna jest łatwa i może być prowadzona za pomocą narzędzi do metali.
Podczas ogrzewania galalit mięknie w temperaturze 90 °C. Wprowadzony do płomienia palnika gazowego daje jaskrawy, jasny płomień, wydzielając zapach spalonego mleka.
Galalit jest mało odporny na działanie wody, w której nasiąka, mięknie i paczy się. W temperaturze pokojowej w ciągu 24 godzin chłonie do 12% wody. Podobne efekty następują pod działaniem kwasów i zasad oraz w temperaturze powyżej 50 °C. Natomiast znaczną odporność wykazuje galalit na działanie rozpuszczalników organicznych. Pęknięte lub złamane przedmioty galalitowe można skleić np. klejem kazeinowym.
Dawniej był używany do wyrobu zabawek i przedmiotów galanteryjnych (np. guzików), żetonów, piór wiecznych, oprawek do okularów, figur szachowych, a także w elektrotechnice.